# Río Diursó
El río Diursó (del ruso: Дюрсо) o Dirsiue, Diursiye, Dersuj (del ruso: Дирсюе, Дюрсие, Дерсух) es un río situado en el Cáucaso Occidental del krai de Krasnodar, en Rusia. Discurre por el territorio de la ciudad de Novorosíisk. Desemboca en el mar Negro en Diursó. 

## Curso
Nace en las vertientes del suroeste del monte Gudzak (312.9). Discurre en sus aproximadamente 17 km de recorrido en dirección predominantemente sur, atravesando la península de Abráu. Tras recibir varios pequeños afluentes en su curso alto y ser represado en su curso medio desemboca en el mar Negro. A menudo en verano su curso y el de sus afluentes está completamente seco, sin embargo son notorias sus crecidas (es de destacar la de 2002). En su valle crecen los álamos, los sauces, los enebros y los pistachos entre otras especies. En la orilla occidental de su curso bajo comienza el zakaznik Utrish.
hay diversas teorías sobre el origen del hidrónimo. En el túrquico se encuentran las formas diursu -"dos ríos-, diurksu -"agua azul"- y dortsi -"cuatro fuentes". Asimismo se ha barajado de que proceda del apellido noble natujái Dirsiuye.